# Amatitlán (Cuernavaca)

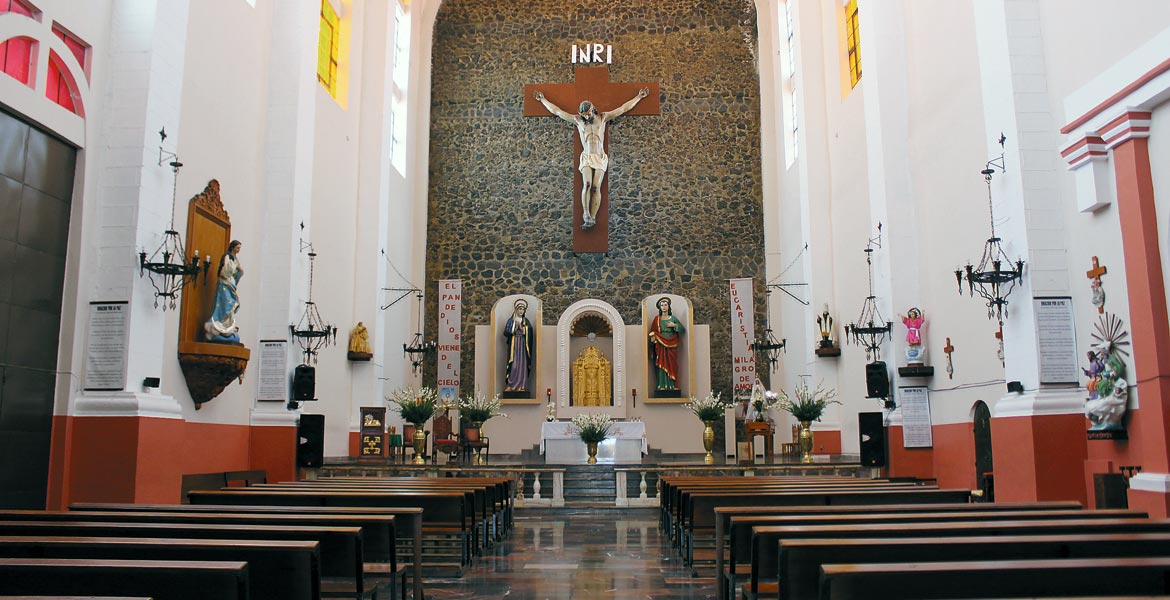
Iglesia del barrio de Amatitlán

Amatitlán es un barrio de la ciudad de Cuernavaca, capital del estado de Morelos. 
De origen náhuatl, es el nombre de uno de los 12 pueblos de Cuernavaca. Amatitlán está compuesto por la raíz “amatl” o “amatli”, que es el árbol conocido como amate, y “tlan”, que denota lugar, y que bien se podría traducir en “Lugar donde abundan los amates”. Santa Ana Amanalco es el nombre que se le dio antes de la fundación del pueblo San Luis Amatitlán, y esto significa, nombre también derivado del náhuatl, estanque de agua o jagüey: “amanalli”, porque había manantiales que eran el orgullo de los pobladores; algunos de éstos eran “San Francisco”, “San Vicente”, “De la Pintora”, “Sanguijuela”, "Del Carnero” y “Santa Lucía”.
El pueblo, que forma parte de la ciudad de Cuernavaca, se localiza al este de la ciudad; al norte, con poblados de Tlaltenango; al oriente, con el pueblo de Chapultepec, y al poniente, con la barranca de Amanalco. Es muy importante hacer hincapié en  que la extensión real del pueblo abarca lo que hoy son las colonias Miraval, La Estación y gran parte de Teopanzolco, de donde es considerada La Gualupita,  sitio en el que fueron hallados vestigios de la cultura olmeca, de una población que estuvo asentada por el año 1500 a. C.
Una era llena de vicisitudes fue la época de la revolución; sufrimientos, adversidades, incertidumbre, ataques, y, por supuesto, esperanzas para los habitantes de este poblado que aún permanece envuelto en un halo de magia y leyenda; sólo que muchos de los jóvenes habitantes no quieren ver ni escuchar, ese es el precio de la cibernética modernidad.
En la etapa revolucionaria era común ver a familias enteras emigrar vía ferrocarril a la Ciudad de México, pues Cuernavaca era un sitio de llegada de los zapatistas y los federales la mantenían en la zozobra. Cuentan los pobladores de más antigüedad en Amatitlán que sus abuelos colectaban sus joyas junto con la imagen y báculo de San Luis Obispo, Santo Patrono de este pueblo, para envolverlos en una pieza y esconderlos bajo el acueducto, que todavía luce en la Hacienda de Amanalco, para evitar ser saqueados por los federales.
Hoy, la gran historia de Amatitlán ha quedado sepultada; los manantiales que abastecían de agua fresca y cristalina a la comunidad fueron entubados desde hace medio siglo; lo que era “El lugar donde abundan los amates”, hoy debiera ser “Lugar donde desaparecieron los amates”, porque solamente hay tres en el poblado, y no están a la vista.
El asfalto en casi todo el poblado es deprimente; aseguran los comerciantes de las calles La Estación y Del Arco que no se reencarpeta desde que Estrada Cajigal era gobernador; el alumbrado público no es pésimo (excepto en la avenida Plan de Ayala). Notorio es que en el poblado no existe una escuela secundaria, y los jóvenes tienen que alistarse en poblaciones cercanas, aunque existen predios para construir una.
El festejo mayor al Patrono San Luis Obispo se celebra el 19 de agosto, y es de gran relevancia, debido a que repicarán las campanas después de 50 años que han permanecido “castigadas”. Dicen vecinos que estas campanas fueron calladas porque un fraile franciscano se desplomó desde la parte más alta, a unos 50 metros de altura, y cayó sobre la acera; sin embargo, el padre Jesús, actual párroco de San Luis Obispo, asegura que han sido varios los frailes caídos, pero solo son leyendas; sin embargo, las consentidas del pueblo, las señoras Antonieta, Bertha y Rita (la mera cocinera), nietas del general Antonio Silva Reyes, zapatista, dicen que el que se cayó fue su primo Víctor, alias “El Papatla”, pero no murió.
Así se ha tejido la historia de Amatitlán, entre  tristezas y alegrías, entre penas y absoluciones, entre mitos y realidades, pero una historia siempre llena de esperanzas.